# Kapuzenzeisig

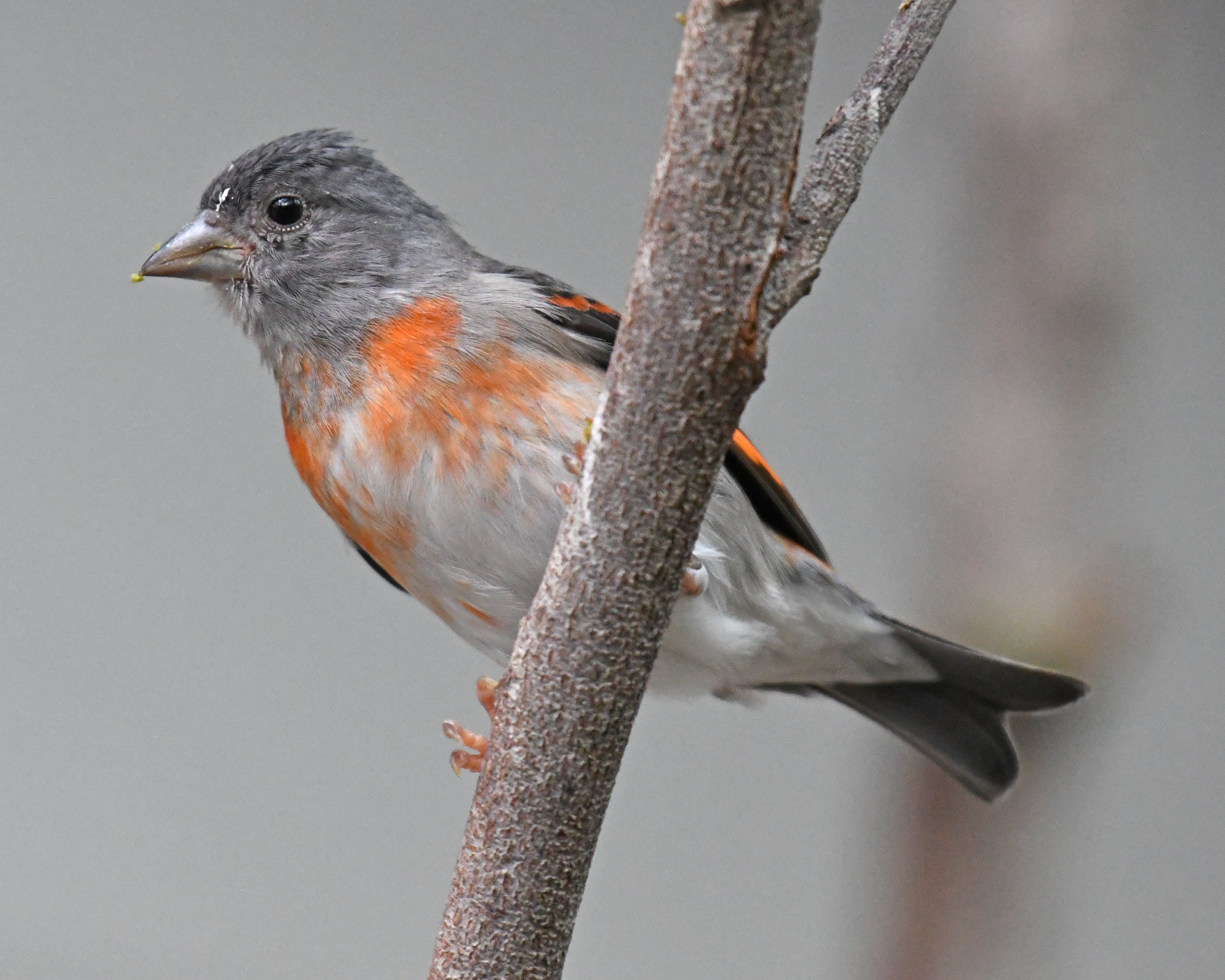
Kapuzenzeisig, Weibchen

Der Kapuzenzeisig (Spinus cucullatus, Syn.:  Carduelis cucullata) ist eine Vogelart aus der Unterfamilie der Stieglitzartigen (Carduelinae).

## Beschreibung
Die ursprüngliche Wildform des Kapuzenzeisigs war maximal 9,5 cm lang. Heutige Exemplare sind aufgrund von Einkreuzungen anderer Arten etwas größer. Er hat einen roten Körper, einen schwarzen Kopf, schwarze Flügel und einen schwarzen Schwanz. Der Bauch und die Schenkel sind weiß. Das Weibchen ist nicht so auffallend gefärbt wie das Männchen. Es ist mehr stahlgrau gefärbt und zeigt nur auf der Brust, am Rücken und am Bürzel ein wenig rote Färbung. Die Flügel- und Schwanzfedern sind nicht ganz so ausgeprägt schwarz wie bei den Männchen. Beide Geschlechter zeigen einen leuchtend roten Flügelspiegel.

## Verbreitung
Der Kapuzenzeisig ist in den warmen Ländern Venezuela und Kolumbien verbreitet. Dort ist er im Bestand stark gefährdet, man schätzt, dass es nur noch einige 100 Tiere in Freiheit gibt.

## Fortpflanzung
Aus Pflanzenfasern und Tierhaaren baut die Henne ein kleines napfförmiges Nest in eine Astgabel von Bäumen oder Sträuchern. Die drei bis fünf weißlichen Eier werden alleine vom Weibchen bebrütet. Nach circa 13 Tagen schlüpfen die Jungvögel und werden in den ersten Tagen allein vom Weibchen gefüttert. Das Männchen füttert sein Weibchen auf dem Nest. Erst nach etwa fünf Tagen füttert auch das Männchen direkt die Jungen, die nach ungefähr 17 Tagen das Nest verlassen und dann meist vom Männchen allein versorgt werden, wenn das Weibchen bereits auf einem neuen Gelege brütet.
Gegenüber Artgenossen zeigen sich die Männchen während der Brutzeit recht aggressiv.

## Haltung
Als Nahrung dient eine gute Zeisigmischung (Körnerfutter), wie sie speziell für südamerikanische Zeisige im Handel erhältlich ist. Als Grünfutter bevorzugt er Chicorée, Kopfsalat, Vogelmiere, aber auch Löwenzahnblätter. Auch halbreife Samenstände von Löwenzahn, Nachtkerze, Wegwarte usw. werden sehr gerne angenommen. Eingewöhnte Tiere in gut geschützten Volieren überwintern auch in Deutschland im Freien.

## Zucht

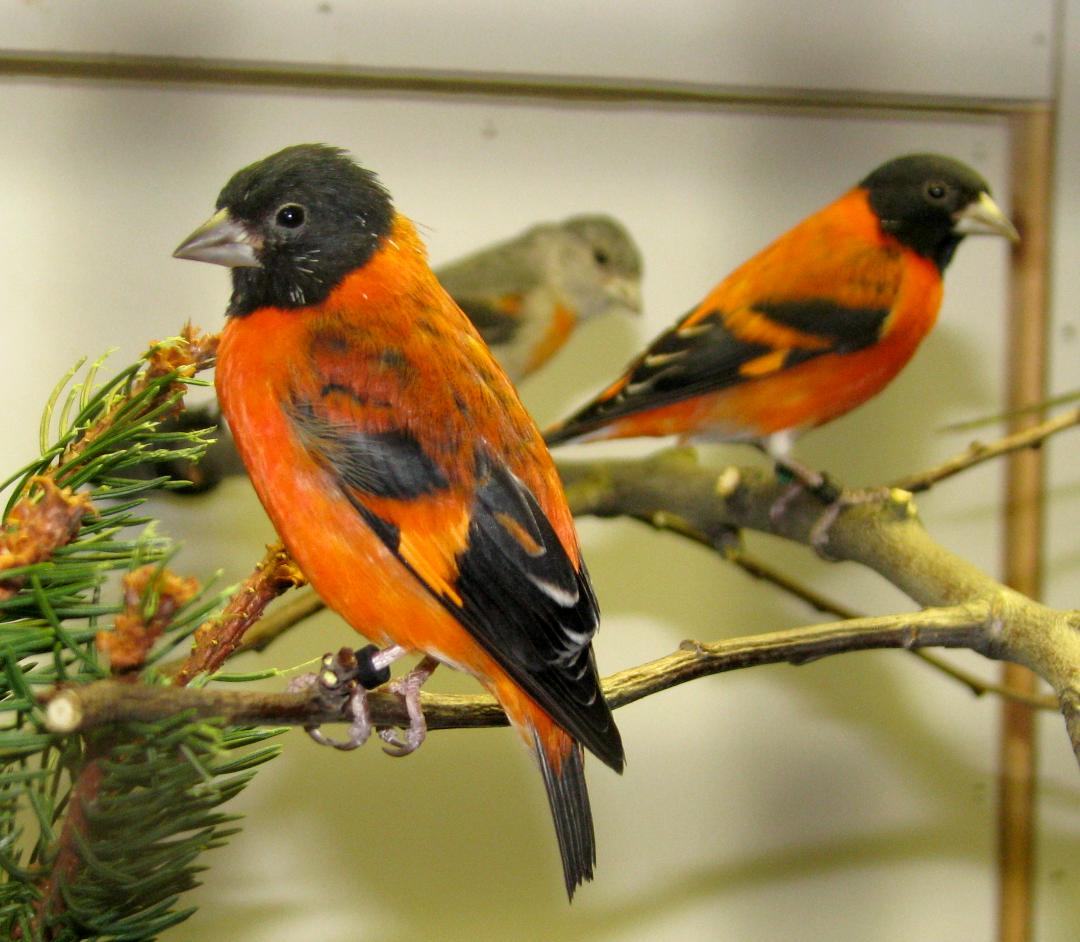
Kapuzenzeisig (Spinus cucullatus)

Durch sein Wesen und sein Aussehen ist er bei Züchtern in der ganzen Welt sehr beliebt, so dass er heute regelmäßig in großer Zahl nachgezüchtet wird und der Bestand, zumindest in Züchterhand, als gesichert angesehen werden kann.
Die Zucht gelingt bei paarweiser Haltung sehr gut in sogenannten Kistenkäfigen oder Volieren. Während der Zucht sollte die Temperatur nicht unter 20 °C absinken.
Anfang des letzten Jahrhunderts haben deutsche Kanarienzüchter damit begonnen, durch Einkreuzung von Kapuzenzeisigen die rote Farbe auf den Kanarienvogel zu übertragen. Heute weiß man, dass ein Teil der bei Kanarien bekannten Farbschläge auf diese Einkreuzungen zurückzuführen ist. So sind neben dem Rot auch der Mosaikfaktor und der sogenannte „optische Blaufaktor“ ein Erbe des Kapuzenzeisigs.
Durch das Einkreuzen des Magellanzeisigs in früheren Jahren ist der Kapuzenzeisig heute größer – 10,5–11 cm – geworden.